# Lacera uniformis
Lacera uniformis là một loài bướm đêm trong họ Erebidae.